# Fågeln och tyrannen
Fågeln och tyrannen (franska: Le roi et l'oiseau, ”Kungen och fågeln”) är en fransk tecknad äventyrsfilm från 1980 i regi av Paul Grimault och med manus av Jacques Prévert. Handlingen utspelar sig i ett slott hos en enväldig tyrann, som utmanas av en fågel, en sotare och en herdinna. Historien är inspirerad av H.C. Andersens saga Herdinnan och sotaren. Filmen är anmärkningsvärd för sin långa tillkomsttid, en följd av en rättighetstvist; arbetet började 1948 och avslutades i slutet av 1970-talet.

## Tillkomst

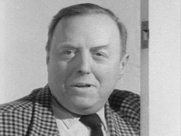
Paul Grimault år 1961

1946 bestämde sig regissören Paul Grimault och manusförfattaren Jacques Prévert för att följa upp sitt första samarbete, kortfilmen Le petit soldat ("Den lilla soldaten"), med en långfilm. Arbetet med filmen började 1948. Filmen var hett efterlängtad i Frankrike, efter att Grimault genom sina kortfilmer befäst en framträdande plats inom den inhemska tecknade filmen. Problem uppstod dock, och 1950 förlorade Grimault kontrollen över produktionen. 1953 släpptes en ofärdig version mot regissörens vilja under titeln La bergère et le ramoneur ("Herdinnan och sotaren"). 1967 återfick Grimault rätten till materialet och började söka nya finansiärer. 1977 återupptogs arbetet och filmen kunde färdigställas under de nästföljande åren.

## Utgivning
Den färdiga filmen släpptes i Frankrike den 19 mars 1980. Den sågs av mer än 1,7 miljoner fransmän och vann Louis Delluc-priset. I Sverige gick den upp på bio den 8 november 1996. Filmen har lyfts fram av regissörer som Isao Takahata, Hayao Miyazaki och Sylvain Chomet som en viktig inspirationskälla.